# Marjan Borsjes
Marjan Borsjes (1957) is een Nederlandse fotografe. Zij houdt zich vooral bezig met sociale fotografie, met name mensen in de multiculturele sfeer.
Na haar studie andragologie aan de universiteit van Amsterdam en handelingsonderzoekster aan de Vrije Universiteit Amsterdam, is zij gaan fotograferen.
Naast portret- en naaktfotografie doet zij nieuws- en reportagefotografie, foto- en videowerk in opdracht, en schrijft boeken. 
Meerdere interculturele activiteiten in Amsterdam, Utrecht en New York zijn daarbij fotografisch gedocumenteerd.
Zij was initiatiefnemer,  coördinator en fotograaf van het evenement "Wereldburgers van Amsterdam". Voor diverse media fotografeert zij het sociale perspectief van onder meer de stad Amsterdam waar zij woont.
Eveneens heeft zij exposities op haar naam staan, alsmede een aantal fotoboeken.

## Fotoboeken
Enkele van haar werken:
- Honderd gezichten van de peetvader van PROVO - Gaat over de peetvader van de Provo Huib Bronkhorst in de jaren ’80. Bronkhorst is de vader van activist Peter Bronkhorst.
- Het ontstaan van Buurtfabriek Ruimzicht - Een vijfjarig durende fotoproject over de ontwikkeling van sloop- en nieuwbouw van het Woon- Werkcomplex in Amsterdam. Gepresenteerd in 2010.
- Wereldburgers van Amsterdam - De viering in 2010 van 178 verschillende nationaliteiten in de stad.
- Kleuren zijn de uitzondering; schipperen tussen camouflage en kleur - Straatmode 2012, in de steden Helsinki en Amsterdam.
- Intercultureel pionieren. Op weg naar een wij-samenleving, 2019
- Wereldburgers onderweg, 2024

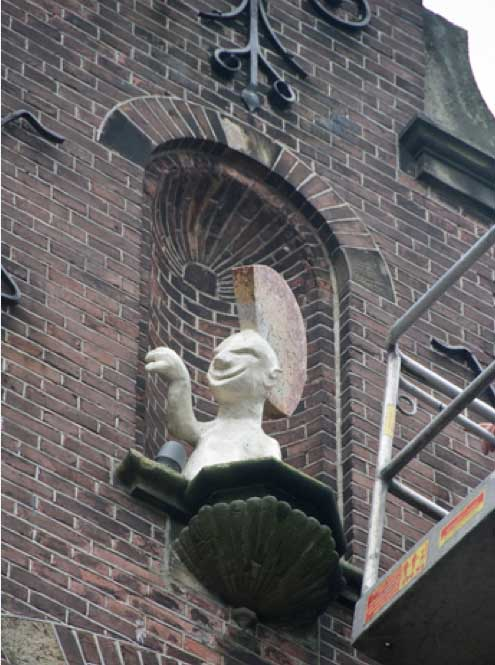
Kraker met hanenkam, beeldje van Joris Baudoin in de nis van Vredenburgh